# فكتور كارل إينارسون
فكتور كارل إينارسون (30 يناير 1997 في آيسلندا - ) هو لاعب كرة قدم أيسلندي في مركز الوسط. لعب مع إي زد ألكمار.

## وصلات خارجية
- فكتور كارل إينارسون على موقع الاتحاد الأوربي (الإنجليزية)
- فكتور كارل إينارسون على موقع قاعدة بيانات كرة القدم.إي يو (الإنجليزية)
- فكتور كارل إينارسون على موقع Soccerway.com (الإنجليزية)